# Festival Regard
Le Festival Regard, stylisé en REGARD - Festival international du court métrage au Saguenay, fondé par Caravane films Productions en 1996, est un festival international de court métrage ayant lieu dans la ville de Saguenay, au Québec (Canada).
Au fil des ans,,, rencontrant l'appui du public, du milieu cinématographique et des partenaires institutionnels, le Festival est devenu la plus importante manifestation culturelle exclusivement dédiée au court métrage dans le domaine du cinéma québécois. Il fait maintenant partie des festivals permettant d'accéder aux Oscars.
Le festival se déroule généralement une fois par an, au mois de mars, sur une durée de cinq jours.

## Porte-paroles
- 1998 : David La Haye
- 1999 : David La Haye
- 2000 : David La Haye
- 2001 : David La Haye
- 2002 : Robert Brouillette
- 2003 : Germain Houde
- 2004 : Geneviève Brouillette
- 2005 : Jean-Nicolas Verreault
- 2006 : Isabelle Blais
- 2007 : Sylvain Marcel
- 2008 : Remi-Pierre Paquin
- 2009 : Julie Le Breton
- 2010 : Anne-Marie Cadieux
- 2011 : Simon-Olivier Fecteau
- 2012 : Sophie Cadieux
- 2013 : Luc Picard
- 2014 : Sébastien Huberdeau
- 2015 : Sandrine Bisson
- 2016 : Anne-Élisabeth Bossé
- 2017 : Émile Proulx-Cloutier
- 2018 : Sarah-Jeanne Labrosse
- 2019 : Rémy Girard
- 2020 : Guillaume Lambert
- 2021 : Louis-David Morasse
- 2022 : Charlotte Aubin
- 2023 : Florence Longpré
- 2024 : Étienne Galloy (en)
- 2025 : Marilyn Castonguay

## Compétition
Le festival est compétitif depuis la douzième édition (2008).
- Grand prix
- Grand prix Canadien
- Prix du jury
- Prix du meilleur documentaire
- Prix de la meilleure animation
- Prix de la critique internationale FIPRESCI
- Prix de la critique québécoise AQCC
- Prix du meilleur film Tourner à Tout Prix
- Prix du public - Compétition officielle
- Prix du public - Compétition parallèle
- Prix Philippe Belley
- Prix AMERICANA
- Prix Short & Queer
- Prix du Meilleur Film Jeunesse
- Prix Regards Autochtones

La ville de Saguenay va accorder un budget de 25 000 $ à Caravane films Productions pour un projet de construction. Il s'agit d'un projet de résidence de création à la mémoire de Philippe Belley, cinéaste saguenéen mort en 2021.

## Marché du court
L’esprit du Marché est de faire courir les films courts dans toutes les directions, sous toutes les latitudes. Au Québec, c’est le lieu privilégié de rencontres entre cinéastes, institutions, producteurs, distributeurs, acheteurs et programmateurs d’ici et d’ailleurs. Le Marché favorise aussi l’apprentissage et la consolidation des festivaliers venus pour absorber, s’inspirer, et repartir la tête pleine d’idées et de projets. La vidéothèque comptant plus de 1 200 courts métrages, les ateliers et les conférences font du Marché une occasion unique de rencontres et de réseautage au Québec.

## Lauréats

### Édition 2008
Président du jury 2008 : Laurent Lucas
| Prix                                   | Film                     | Réalisateur                            | Pays        |
| -------------------------------------- | ------------------------ | -------------------------------------- | ----------- |
| Grand Prix international               | Don't let it all unravel | Sarah Cox                              | Royaume-Uni |
| Grand Prix national                    | Mon nom est Victor Gazon | Patrick Gazé                           | Canada      |
| Prix du public                         | J'viendrai t'chercher    | Sophie Dupuis                          | Canada      |
| Prix spécial coup de Cœur Bravo!FACT!  | I met the Walrus         | John Raskin                            | Canada      |
| Prix meilleure réalisation             | Madame Tutli-Putli       | Chris Lavis & Maciek Szczerbowski (en) | Canada      |
| Prix meilleur scénario                 | J'viendrai t'chercher    | Sophie Dupuis                          | Canada      |
| Prix Tourner à tout prix!              | Un an déjà               | Claudia Chabot                         | Canada      |
| Mention spéciale du jury professionnel | Un dimanche à 105 ans    | Daniel Léger                           | Canada      |
| Mention spéciale du jury public        | John and Karen           | Matthew Walker                         | Royaume-Uni |

### Édition 2009
Présidente du jury 2009 : Pascale Bussières
| Prix                                       | Film          | Réalisateur                                                           | Pays     |
| ------------------------------------------ | ------------- | --------------------------------------------------------------------- | -------- |
| Grand Prix international                   | Smàfuglar     | Runar Runarsson                                                       | Islande  |
| Grand Prix national                        | L'ondée       | David Coquard-Dassault                                                | France   |
| Prix du public                             | Belle maman   | Sébastien Traham & Simon Lamontagne                                   | Canada   |
| Prix du meilleur court métrage d'animation | Skhizein      | Jérémy Clapin                                                         | France   |
| Prix meilleure réalisation                 | La battue     | Guy Édoin                                                             | Canada   |
| Prix meilleur scénario                     | Rosa, Rosa    | Félix Dufour-Laperrière                                               | Canada   |
| Prix Tourner à tout prix!                  | Chère Rosalia | Aude Maltais-Landry, Iphigénie Marcoux-Fortier & Karine Van Ameringen | Canada   |
| Mention spéciale du jury professionnel     | Alexandra     | Radu Jude                                                             | Roumanie |
| Mention spéciale du jury public            | Déraciné      | Pierre-Antoine Fournier                                               | Canada   |

### Édition 2010
| Prix                                     | Film                                   | Réalisateur                                       | Pays    |
| ---------------------------------------- | -------------------------------------- | ------------------------------------------------- | ------- |
| Grand Prix international                 | La balade de Marie Nord et ses clients | Alexander Onofri                                  | Suède   |
| Grand Prix international                 | L'histoire de l'aviation               | Bálint Kenyeres                                   | Hongrie |
| Grand Prix national                      | Danse macabre                          | Pedro Pires                                       | Canada  |
| Prix du public                           | Toute ma vie                           | Pierre Ferrière                                   | France  |
| Prix de la meilleure animation           | Logorama                               | François Alaux, Ludovic Houplain & Hervé de Crécy | France  |
| Prix meilleure réalisation               | The Delian Mode                        | Kara Blake                                        | Canada  |
| Prix meilleur scénario                   | La neige cache l'ombre des figuiers    | Samer Najari                                      | Canada  |
| Prix Tourner à tout prix!                | Crudités                               | Lawrence Côté-Collins                             | Canada  |
| Prix meilleur court métrage documentaire | Waga                                   | Supriyo sen                                       | Inde    |
| Prix Du Développement Durable            | La Patrona                             | Lizzette Argüello                                 | Mexique |
| Prix créativité                          | Les Pissenlits                         | Jean-Guillaume Bastien                            | Canada  |
| Mention spéciale du jury public          | El ataque de los robots de Nebulosa-5  | Chema Garcia Ibarra                               | Espagne |

### Édition 2011
| Prix                                                | Film                                | Réalisateur                 | Pays       |
| --------------------------------------------------- | ----------------------------------- | --------------------------- | ---------- |
| Grand Prix international                            | Garagouz                            | Abdenour Zahzah             | Algérie    |
| Grand Prix national                                 | Mokhtar                             | Halima Ouardiri             | Canada     |
| Prix du public                                      | Born Sweet                          | Cynthia Wade                | États-Unis |
| Prix de la meilleure animation                      | White Tape                          | Uri Kranot & Michal Pfeffer | Danemark   |
| Prix meilleure réalisation                          | Opasatica                           | Éric Morin                  | Canada     |
| Prix meilleur scénario                              | Lumière dans la nuit                | Pierre-Luc Lafontaine       | Canada     |
| Prix Tourner à tout prix!                           | Fuck that                           | Lawrence Côté-Collins       | Canada     |
| Prix meilleur court métrage documentaire            | Smolarze                            | Piotr Zlotorowicz           | Pologne    |
| Prix Du Développement Durable                       | Salva el mundo                      | Borja Echeverria Lamata     | Espagne    |
| Prix créativité                                     | Les Journaux de Lipsett (en)        | Theodore Ushev              | Canada     |
| Mention spéciale du jury public                     | Les journaux de Lipsett             | Theodore Ushev              | Canada     |
| Mention spéciale nationale du jury pro              | Les fleurs de l'âge                 | Vincent Biron               | Canada     |
| Mention spéciale internationale du jury pro         | La Gran Carrera                     | Kote Camacho                | Espagne    |
| Bourse à la création pour le meilleur film régional | Madame Dubois et les cyclo-machines | Claudia Chabot              | Canada     |

### Édition 2012
| Prix                                                | Film                  | Réalisateur                | Pays       |
| --------------------------------------------------- | --------------------- | -------------------------- | ---------- |
| Grand Prix international                            | Silent River          | Anca Miruna Dunga          | Allemagne  |
| Grand Prix national                                 | Le futur proche       | Sophie Goyette             | Canada     |
| Prix du public                                      | L'accordeur           | Olivier Treiner            | France     |
| Prix meilleure réalisation                          | Vent solaire          | Ian lagarde                | Canada     |
| Prix meilleur scénario                              | Surveillant           | Yan Giroux                 | Canada     |
| Prix Tourner à tout prix!                           | Il ne fait pas soleil | Xavier Beauchesne-Rondeau  | Canada     |
| Prix meilleur court métrage documentaire            | Flying Anne           | Catherine van Campen       | Pays-Bas   |
| Prix Du Développement Durable                       | Land of the heroes    | Sahim Omar Kalifa          | Belgique   |
| Prix créativité                                     | Curfew                | Shawn Christensen          | États-Unis |
| Bourse à la création pour le meilleur film régional | Haut-Fond prince      | Martin Rodolphe Villeneuve | Canada     |

### Édition 2013
| Prix                          | Film                  | Réalisateur       | Pays          |
| ----------------------------- | --------------------- | ----------------- | ------------- |
| Grand Prix international      | On Suffocation        | Jenifer Malmqvist | Suède         |
| Grand Prix national           | Edmond était un âne   | Franck Dion       | France Canada |
| Prix du public                | Délivre-moi           | Antoine Duquesne  | Belgique      |
| Prix meilleure réalisation    | Faillir               | Sophie Dupuis     | Canada        |
| Prix meilleur scénario        | Edmond était un âne   | Franck Dion       | France Canada |
| Prix Tourner à tout prix!     | Ô Divin Bovin         | Alexandre Rufin   | Canada        |
| Prix du meilleur documentaire | Story for the Modlins | Sergio Oksman     | Espagne       |
| Prix créativité               | Irish Flok Furniture  | Tony Donoghue     | Irlande       |

### Édition 2014
| Prix                                         | Film                       | Réalisateur                        | Pays        |
| -------------------------------------------- | -------------------------- | ---------------------------------- | ----------- |
| Grand Prix international                     | The mass of men            | Gabriel Gauchet                    | Royaume-Uni |
| Grand Prix national                          | Quelqu’un d’extraordinaire | Monia Chokri                       | Canada      |
| Prix du public                               | Quelqu’un d’extraordinaire | Monia Chokri                       | Canada      |
| Prix meilleure réalisation                   | La coupe                   | Geneviève Dulude-De Celles         | Canada      |
| Prix meilleur scénario                       | Mémorable moi              | Jean-François Asselin              | Canada      |
| Prix Tourner à tout prix!                    | Lespouère                  | Moïse Marcoux-Chabot               | Canada      |
| Prix meilleur court métrage documentaire     | Jack, vétéran du Vietnam   | François Pesant                    | Canada      |
| Prix meilleur court métrage d'animation      | Supervenus                 | Frédéric Doazan                    | France      |
| Mention spéciale: animation                  | Noah                       | Patrick Cederberg & Walter Woodman | Canada      |
| Bourse à la création- meilleur film régional | Joggin                     | Yohann Gasse                       | Canada      |

### Édition 2015
| Prix                                     | Film                    | Réalisateur                              | Pays     |
| ---------------------------------------- | ----------------------- | ---------------------------------------- | -------- |
| Grand Prix international                 | Listen                  | Hamy Ramezan Nyoni Rungano               | Finlande |
| Grand Prix national                      | Sur le ciment           | Robin Aubert                             | Canada   |
| Prix du public                           | Aubabe                  | Mauro Carraro                            | Suisse   |
| Prix meilleure réalisation québécoise    | Nan Lakou Kanaval       | Kaveh Nabatian                           | Canada   |
| Prix meilleur court métrage documentaire | Un royaume déménage     | Terence Chotard Raphael J. Dostie        | Canada   |
| Prix Tourner à tout prix!                | Le truck                | Sandrine Brodeur-Desrosiers              | Canada   |
| Prix meilleur court métrage d'animation  | Hipopotamy              | Piotr Dumala                             | Pologne  |
| Prix créativité 1                        | Mynarski chute mortelle | Matthew Rankin                           | Canada   |
| Prix créativité 2                        | Bleu tonnerre           | Jean-Marc E. Roy et Philippe David Gagné | Canada   |
| Bourse de création régionale             | Bleu tonnerre           | Jean-Marc E. Roy et Philippe David Gagné | Canada   |

### Édition 2016
| Prix                                                | Film                    | Réalisateur              | Pays     |
| --------------------------------------------------- | ----------------------- | ------------------------ | -------- |
| Grand Prix international                            | Alles wird gut          | Patrick Vollrath         | Autriche |
| Grand Prix national                                 | La Voce                 | David Uloth              | Canada   |
| Prix meilleur scénario canadien de langue française | Jean-Marc Vallée        | Annie St-Pierre          | Canada   |
| Prix meilleur court métrage d'animation             | Le repas dominical      | Céline Devaux            | France   |
| Prix meilleur court métrage documentaire            | Bacon & god's wrath     | Sol Friedman             | Canada   |
| Prix Tourner à tout prix!                           | Papa trouble            | Cécile Gariépy           | Canada   |
| Prix de la critique québécoise                      | The sniper of Kobani    | Reber Dosky              | Pays-Bas |
| Prix meilleur court métrage jeunesse                | The painter of jalouzzi | Bryn Moser David Darg    | Haïti    |
| Prix du public                                      | La Voce                 | David Uloth              | Canada   |
| Bourse de création régionale                        | Le passage              | Alexa Tremblay-Francoeur | Canada   |

### Édition 2017
| Prix                                                | Film                            | Réalisateur           | Pays               |
| --------------------------------------------------- | ------------------------------- | --------------------- | ------------------ |
| Grand Prix international                            | Home                            | Daniel Mulloy         | Royaume-Uni Kosovo |
| Grand Prix national                                 | Mon dernier été                 | Paul-Claude Demers    | Canada             |
| Prix meilleure réalisation québécoise               | La course navette               | Maxime Aubert         | Canada             |
| Prix meilleur scénario canadien de langue française | Comme les dinosaures            | Emilie Rosas          | Canada             |
| Prix meilleur court métrage d'animation             | Cipka                           | Renata Gasiorowska    | Pologne            |
| Prix meilleur court métrage documentaire            | Le cri de la marmotte           | Colin Nixon           | Canada             |
| Prix Tourner à Tout Prix !                          | Quand je serai parti            | Justin Richard-Dostie | Canada             |
| Prix de la critique québécoise                      | Import                          | Ena Sendijarevic      | Pays-Bas           |
| Prix de la critique internationale FIPRESCI         | Une autre                       | Nils Caneele          | Canada             |
| Prix meilleur court métrage jeunesse                | Vaysha, l'aveugle               | Theodore Ushev        | Canada             |
| Prix du public                                      | La laine sur le dos             | Lofti Achour          | France Tunisie     |
| Bourse à la création régionale                      | Le silence fait peur aux brutes | Étienne Boulanger     | Canada             |

### Édition 2018
| Prix                                        | Film            | Réalisateur                              | Pays    |
| ------------------------------------------- | --------------- | ---------------------------------------- | ------- |
| Grand Prix                                  | Ligne Noire     | Mark Olexa et Francesca Scalisi          | Suisse  |
| Grand Prix canadien                         | Fauve (en)      | Jérémy Comte                             | Canada  |
| Prix du jury                                | Sovdagari       | Tamta Cabrichidze                        | Géorgie |
| Prix du meilleur court métrage d'animation  | Min Börda       | Niki Lindroth von Bahr                   | Suède   |
| Prix du meilleur court métrage documentaire | Rewind Forward  | Justin Stoneham                          | Suisse  |
| Prix Tourner à Tout Prix !                  | L'appartement   | Justine Gauthier                         | Canada  |
| Prix de la critique québécoise AQCC         | Madre           | Rodrigo Sorogoyen                        | Espagne |
| Prix de la critique internationale FIPRESCI | Va jouer dehors | Adib Alkhalidey                          | Canada  |
| Prix du meilleur court métrage jeunesse     | Fauve           | Jérémy Comte                             | Canada  |
| Prix du public                              | Trois pages     | Roger Gariépy                            | Canada  |
| Bourse à la création régionale              | Crème de menthe | Jean-Marc E. Roy et Philippe-David Gagné | Canada  |

### Édition 2019
| Prix                                        | Film                     | Réalisatrice/Réalisateur               | Pays                   |
| ------------------------------------------- | ------------------------ | -------------------------------------- | ---------------------- |
| Grand Prix                                  | Riviera                  | Jonas Schloesing                       | France                 |
| Grand Prix canadien                         | Juste moi et toi         | Sandrine Brodeur-Desrosiers            | Canada                 |
| Prix du jury                                | Une sœur                 | Delphine Girard                        | Belgique               |
| Prix du meilleur court métrage d'animation  | Riviera                  | Jonas Schloesing                       | France                 |
| Prix du meilleur court métrage documentaire | Suspension d'audience    | Nina Marissiaux                        | Belgique               |
| Prix Tourner à Tout Prix !                  | Le déménagement          | Gabriel Vilandré                       | Canada                 |
| Prix de la critique québécoise AQCC         | Le champ de mais         | Sandhya Suri                           | France/Angleterre/Inde |
| Prix de la critique internationale FIPRESCI | La couleur de tes lèvres | Annick Blanc                           | Canada                 |
| Prix du meilleur court métrage jeunesse     | IRony                    | Radheya Jegatheva                      | Australie              |
| Jury public                                 | Nursery Rhymes           | Tom Noakes                             | Australie              |
| Bourse à la création régionale              | À l'aube                 | Anaë Bilodeau et Louis-Pierre Cossette | Canada                 |
| Unis tv (public)                            | Foyer                    | Sophie B. Jacques                      | Canada                 |

### Édition 2020
| Prix                                        | Film                                | Réalisatrice/Réalisateur  | Pays                                   |
| ------------------------------------------- | ----------------------------------- | ------------------------- | -------------------------------------- |
| Grand Prix                                  | Atkurimas                           | Laurynas Bareiša          | Lituanie                               |
| Grand Prix canadien                         | Cayenne                             | Simon Gionet              | Canada (Québec)                        |
| Prix du jury                                | Postcards from the end of the world | Konstantinos Antonopoulos | Grèce                                  |
| Prix du meilleur court métrage d'animation  | Girl in the hallway                 | Valerie Barnhart          | Canada (Ontario)                       |
| Prix du meilleur court métrage documentaire | Nachts sind alle katzen grau        | Lasse Linder              | Suisse                                 |
| Prix Tourner à Tout Prix !                  | Mon père, Elvis                     | Éric Piccoli              | Canada (Québec)                        |
| Prix de la critique québécoise AQCC         | The Manila lover                    | Johanna Pyykkö            | Philippines/Norvège                    |
| Prix de la critique internationale FIPRESCI | Nitrate                             | Yousra Benziane           | Canada (Québec)                        |
| Prix du meilleur court métrage jeunesse     | Poustet Draka                       | Martin Smatana            | Pologne/ République tchèque/ Slovaquie |
| Bourse à la création du Saguenay            | Playeros: travailleurs des plages   | Alexandre Beaumont-Vachon | Canada (Québec)                        |
| Unis tv (public)                            | La petite Floride                   | Tim Bouvette              | Canada (Québec)                        |
| Prix AMERICANA                              | Quebramar                           | Cris Lyra                 | Brésil                                 |

### 24e édition - Chiffres en bref
- 3000 films visionnés
- 198 courts métrages sélectionnés provenant de 98 pays
- 70 films sous-titrés
- 75 projections prévues (annulées en raison de la pandémie)
- 91 activités prévues (annulées en raison de la pandémie)
- 581 passeports vendus
- 587 personnes invitées attendues
- 243 bénévoles ayant prévu donner du temps

### Édition 2021
| Prix                                        | Film                                      | Réalisatrice/Réalisateur  | Pays                          |
| ------------------------------------------- | ----------------------------------------- | ------------------------- | ----------------------------- |
| Grand Prix                                  | Free Fall                                 | Emmanuel Tenenbaum        | France                        |
| Grand Prix canadien                         | Les Grandes Claques                       | Annie St-Pierre           | Canada (Québec)               |
| Prix du jury                                | White Eyes                                | Tomer Shushan             | Israël                        |
| Prix du meilleur court métrage d'animation  | The Passerby                              | Pieter Coudyzer           | Belgique                      |
| Prix du meilleur court métrage documentaire | Joe Buffalo                               | Amar Chebib               | Canada (Colombie-Britannique) |
| Prix Tourner à Tout Prix !                  | L'expiration                              | Joris Cottin              | Canada (Québec)               |
| Prix de la critique québécoise AQCC         | Maalbeek                                  | Ismaël Joffroy Chandoutis | France                        |
| Prix de la critique internationale FIPRESCI | Y'a pas d'heure pour les femmes           | Sarra El Abed             | Canada (Québec)               |
| Prix du meilleur court métrage jeunesse     | Only a child                              | Simone Giampaolo          | Suisse                        |
| Bourse à la création du Saguenay            | Les filles ne marchent pas seules la nuit | Katherine Martineau       | Canada (Québec)               |
| Unis tv (public)                            | Pharmakon                                 | Jean-Martin Gagnon        | Canada (Québec)               |
| Prix AMERICANA                              | Cumbres y cenizas                         | Fernando Criollo          | Pérou                         |

### 25eédition - Chiffres en bref
- 155 courts métrages sélectionnés, provenant d'une trentaine de pays
- 3000 films visionnés
- 89 premières de films
- 84 projections et activités
- 19 000 élèves touchés par le volet scolaire
- 3500 entrées en salle
- 2100 passagers en ciné-parc
- 1550 accès en ligne vendus
- 5000 visionnements des activités du Marché en ligne
- 100 000$ remis en argent et services aux lauréats

### Édition 2022
| Prix                                        | Film                                       | Réalisatrice/réalisateur             | Pays                               |
| ------------------------------------------- | ------------------------------------------ | ------------------------------------ | ---------------------------------- |
| Grand Prix                                  | Vlekkloos                                  | Emma Branderhorst                    | Pays-Bas                           |
| Grand Prix Canadien                         | Sikiitu                                    | Gabriel Allard                       | Canada (Québec)                    |
| Prix du jury                                | Warsha                                     | Dania Bdeir                          | France/Liban                       |
| Prix de la meilleure animation              | Night                                      | Ahmad Saleh                          | Jordanie Palestine Allemagne Qatar |
| Prix du meilleur documentaire               | Nuisance Bear                              | Jack Weisman et Gabriela Osio Vanden | Canada (Ontario)                   |
| Prix de la critique internationale FIPRESCI | Nuisance Bear                              | Jack Weisman et Gabriela Osio Vanden | Canada (Ontario)                   |
| Prix de la critique québécoise AQCC         | Soft Animals                               | Renée Zhan                           | Royaume-Uni                        |
| Prix Americana                              | Pilona                                     | July Naters                          | Pérou                              |
| Prix Philippe Belley                        | Rencontre avec Robert Dole                 | François Harvey                      | Canada (Québec)                    |
| Prix du meilleur film Tourner à Tout Prix!  | Do Butterflies Remember beingCaterpillars' | Caraz                                | Canada (Québec)                    |
| Prix du public - Compétition officielle     | Suzanne & Chantal                          | Rachel Graton                        | Canada (Québec)                    |
| Prix du public - Compétition parallèle      | L'autre rive                               | Gaëlle Graton                        | Canada (Québec)                    |
| Prix du public - Compétition jeunesse       | Tulipe conne                               | Marie-Claude Blouin                  | Canada (Québec)                    |

### 26eédition - Chiffres en bref
- 165 courts métrages sélectionnés, provenant d'une cinquantaine de pays
- 60 courts métrages québécois sélectionnés
- 1028 films visionnés
- 40 premières de films
- 88 projections et activités
- 25 000 entrées en salle
- 12 239 élèves touchés par le volet scolaire
- 400 invités
- 500 passeports vendus
- 1550 accès en ligne vendus
- 10 989 visionnements sur REGARD en ligne
- 100 000$ remis en argent et services aux lauréats
- 163 bénévoles ayant donné plus de 1200 heures

### Édition 2023
| Prix                                        | Film                                 | Réalisateurs                          | Pays                            |
| ------------------------------------------- | ------------------------------------ | ------------------------------------- | ------------------------------- |
| Grand Prix                                  | Natureza Humana                      | Mónica Lima                           | Portugal / Allemagne            |
| Grand Prix Canadien                         | La trente-deuxième saison            | Charles-Émile Lafrance                | Canada (Québec)                 |
| Prix du jury                                | Invincible                           | Vincent René-Lortie                   | Canada (Québec)                 |
| Prix de la meilleure animation              | Ice Merchants                        | João Gonzalez                         | France / Portugal / Royaume-Uni |
| Prix du meilleur documentaire               | Buurman Abdi                         | Douwe Dijakstra                       | Pays-Bas                        |
| Prix de la critique internationale FIPRESCI | Madelaine                            | Raquel Sanquetti                      | Canada (Québec)                 |
| Prix de la critique québécoise AQCC         | Se dit d'un cerf qui quitte son bois | Salomé Crickx                         | Belgique                        |
| Prix Americana                              | Entre dos islas                      | Hideki Nakazaki                       | Cuba / Espagne                  |
| Prix Philippe Belley                        | Au bout du monde                     | William Pagé                          | Canada (Québec)                 |
| Prix du meilleur film Tourner à Tout Prix!  | Bergen, Norvège                      | Alexia Roc                            | Canada (Québec)                 |
| Prix Short and Queer                        | Nuit Blonde                          | Gabrielle Desmers                     | Canada (Québec)                 |
| Prix du meilleur film Jeunesse              | À mort le Bikini !                   | Justine Gauthier                      | Canada (Québec)                 |
| Prix du public - Compétition officielle     | An Avocado Pit                       | Ary Zara                              | Portugal                        |
| Prix du public - Compétition parallèle      | Bonne Fête le désordre               | Jean-Martin Gagnon & Guillaume Harvey | Canada (Québec)                 |

### 27e édition - Chiffres en bref
- 180 courts métrages sélectionnés, provenant de cinquante pays
- 75 courts métrages québécois sélectionnés
- 2000 films visionnés
- 40 premières de films
- 70 projections et activités
- 30 000 entrées en salle
- 17 000 élèves touchés par le volet scolaire
- 500 invités
- 620 passeports vendus
- 12 800 vues sur REGARD en ligne
- 100 000$ remis en argent et services aux lauréats
- 170 bénévoles ayant donné plus de 1200 heures

### Édition 2024
| Prix                                        | Film                              | Réalisateurs        | Pays                            |
| ------------------------------------------- | --------------------------------- | ------------------- | ------------------------------- |
| Grand Prix                                  | Cross my heart and hope to die    | Sam Manacsa         | Philippines                     |
| Grand Prix Canadien                         | Earthworm                         | Phillip Barker      | Canada (Ontario)                |
| Prix du jury                                | Et eksempel : Dem på gulvet       | Selma Sunniva       | Danemark                        |
| Prix de la meilleure animation              | A kind of testament               | Stephen Vuillemin   | France                          |
| Prix du meilleur documentaire               | O gün bu gündür, uçuyorum         | Aylin Gökmen        | Suisse                          |
| Prix de la critique internationale FIPRESCI | Extras                            | Marc-Antoine Lemire | Canada (Québec)                 |
| Prix de la critique québécoise AQCC         | The miracle                       | Nienke Deutz        | France / Belgique / Royaume-Uni |
| Prix Americana                              | Alien0089                         | Valeria Hofmann     | Chili / Argentine               |
| Prix Philippe Belley                        | Marée noire                       | Chantal Caron       | Canada (Québec)                 |
| Prix du meilleur film Tourner à Tout Prix!  | Unclean                           | Simon Chouinard     | Canada (Québec)                 |
| Prix Short and Queer                        | Dildotectonics                    | Tomás Paula Marques | Portugal                        |
| Prix Regards Autochtones                    | Bay of herons                     | Jared James Lank    | États-Unis                      |
| Prix du meilleur film Jeunesse              | My name is Edgar and i have a cow | Filip Diviak        | République tchèque              |
| Prix du public - Compétition officielle     | Extras                            | Marc-Antoine Lemire | Canada (Québec)                 |
| Prix du public - Compétition Focus          | Audio y el caimán                 | Andres I. Estrada   | Canada (Québec) / Venezuela     |

### 28e édition - Chiffres en bref
- 205 courts métrages sélectionnés, provenant de cinquante-cinq pays
- 85 courts métrages canadiens sélectionnés dont 71 québécois
- 2000 films visionnés
- 35 premières mondiales
- 57 projections et activités
- 30 000 entrées en salle
- 12 000 élèves touchés par le volet scolaire
- 549 invités
- 20 688 vues sur REGARD en ligne
- Près de 120 000$ remis en argent et services aux lauréats
- 184 bénévoles ayant donnés plus de 1670 heures
- Le 14 mars, the festival annonce que le prix de la compétition Regards autochtones deviendra le prix Alanis-Obomsawin, grâce à la collaboration de l'Office national du film du Canada[7].